# Ronde van Almaty 2015
De 3e editie van de wielerwedstrijd Ronde van Almaty werd gehouden op 4 oktober 2015. De wedstrijd startte en eindigde in Almaty. De wedstrijd maakte deel uit van de UCI Asia Tour 2015, in de categorie 1.1. In 2014 won de Kazach Aleksej Loetsenko de tweede editie, die zichzelf wist op te volgen als winnaar.

## Deelnemende ploegen
| WorldTour      | ProContinentaal | Continentaal                 | Nationaal   |
| -------------- | --------------- | ---------------------------- | ----------- |
| Astana         | RusVelo         | RTS-Santic Racing Team       | Kazachstan  |
| Team Katjoesja |                 | Synergy Baku Cycling Project | Mongolië    |
|                |                 | Cycling Academy Team         | Oezbekistan |
|                |                 | Vino 4ever                   |             |
|                |                 | Minsk Cycling Club           |             |
|                |                 | Rietumu-Delfin               |             |
|                |                 | Team Vorarlberg              |             |
|                |                 | Team Marseille 13 KTM        |             |
|                |                 | Unieuro Wilier Trevigiani    |             |
|                |                 | Sepahan Pro Team             |             |
|                |                 | Bike Aid                     |             |
|                |                 | Tusnad Cycling Team          |             |
|                |                 | Terengganu Cycling Team      |             |

## Uitslag
| Plaats  | Naam                 | Ploeg                        | Tijd     |
| ------- | -------------------- | ---------------------------- | -------- |
| Winnaar | Aleksej Loetsenko    | Astana                       | 4u13'09" |
| 2       | Fabio Aru            | Astana                       | + 49"    |
| 3       | Pavel Kochetkov      | Team Katjoesja               | z.t.     |
| 4       | Sergey Firsanov      | RusVelo                      | + 50"    |
| 5       | Marco Tecchio        | Unieuro Wilier Trevigiani    | + 52"    |
| 6       | Nikita Stalnov       | Kazachstan                   | z.t.     |
| 7       | Matej Mugerli        | Synergy Baku Cycling Project | + 54"    |
| 8       | Ivan Savitskiy       | RusVelo                      | + 57"    |
| 9       | Markus Eibegger      | Synergy Baku Cycling Project | + 1'32"  |
| 10      | Andrej Zejts         | Astana                       | z.t.     |
| 11      | Matvey Nikitin       | Kazachstan                   | + 2'26"  |
| 12      | Yoann Paillot        | Team Marseille 13 KTM        | + 2'27"  |
| 13      | Daniel Turek         | Cycling Academy Team         | + 3'20"  |
| 14      | Sergey Nikolaev      | RusVelo                      | + 4'15"  |
| 15      | Viacheslav Kuznetsov | Team Katjoesja               | z.t.     |
| 16      | Giovanni Carboni     | Unieuro Wilier Trevigiani    | + 6'58"  |
| 17      | Alexey Tsatevich     | Team Katjoesja               | z.t.     |
| 18      | Bartosz Warchoł      | Cycling Academy Team         | + 7'02"  |
| 19      | Clément Koretzky     | Team Vorarlberg              | z.t.     |
| 20      | Igor Boev            | RusVelo                      | z.t.     |

## UCI Asia Tour
In deze Ronde van Almaty waren punten te verdienen voor de ranking in de UCI Asia Tour 2015. Enkel renners die uitkwamen voor een (pro-)continentale ploeg, maakten aanspraak om punten te verdienen.
| Positie | 1e | 2e | 3e | 4e | 5e | 6e | 7e | 8e | 9e | 10e | 11e | 12e |
| Punten  | 80 | 56 | 32 | 24 | 20 | 16 | 12 | 8  | 7  | 6   | 5   | 3   |

2013 ·
2014 ·
2015 ·
2016 ·
2017 ·
2018 ·
2019 ·
2020 ·
2021
 Ronde van Dubai · 
 Ronde van Qatar · 
 Ronde van Oman · 
 Ronde van Langkawi · 
 Ronde van Taiwan · 
 Ronde van Iran · 
 Ronde van Japan · 
 Ronde van Korea · 
 Ronde van het Qinghaimeer · 
 Ronde van China I · 
 Ronde van Almaty · 
 Ronde van Abu Dhabi · 
 Ronde van China II · 
 Japan Cup · 
 Ronde van Hainan · 
 Ronde van het Taihu-meer